# Claude-Henri Rocquet
Pour les articles homonymes, voir Rocquet.
Claude-Henri Rocquet, né le 20 octobre 1933 à Dunkerque et mort le 24 mars 2016 à Paris, est un écrivain français auteur de nombreux essais, livres d’entretien, recueils de poésie, critiques d'art, et pièces de théâtre.

## Biographie
Fils d'un employé de banque qui deviendra directeur à la Société générale, il passe son enfance dans le Nord et à Saint-Lô, son adolescence à Dunkerque puis à Bordeaux. Il étudie les sciences politiques à l'Institut d'études politiques de Bordeaux puis les lettres et l’histoire de l’art à la Sorbonne, à Paris. À cette époque, il rencontre Lanza del Vasto et participe avec lui aux premières actions non-violentes en France. Incorporé, il effectue son service militaire comme simple soldat en Algérie.
Une grande partie de sa vie a été consacrée à l’enseignement, d'abord au collège Sainte-Barbe à Paris, et à l'Alliance française. Professeur invité à l’université de Montréal, il enseigne ensuite à Narbonne, puis à l'École d’architecture à Montpellier. Il achève sa carrière à l’École nationale supérieure des arts décoratifs à Paris.
Parallèlement à son œuvre littéraire, il a régulièrement collaboré à des journaux et revues tels que La Croix, L'autre, cliniques, cultures et sociétés, les Cahiers de psychologie de l'art et de la culture, Christus, Esprit, Études, Nunc, la Revue d'esthétique, La Quinzaine littéraire, Sorgue, Thauma…
Grand lecteur de la Bible, son œuvre poétique et théâtrale est souvent empreinte de références bibliques.
Marié avec Anne Fougère et habitant Paris, il est chrétien orthodoxe.
Il est décédé dans la nuit du 23 au 24 mars 2016 à l'âge de 82 ans.
Son inhumation a eu lieu dans le village de Gordes, au cœur du Luberon le 30 mars 2016.

## Œuvres
- Avec Jacques Guillerme, « Le siècle du pétrole », Diagrammes, no 26,‎ avril 1959[5].

### Poèmes et récits
- Œuvre poétique complète : Tome 1 : Aux voyageurs de la Grande Ourse, Éditions Éoliennes, 2019, 572 p. (ISBN 978-2376720164)[6].
- Œuvre poétique complète, Tome 2 - la Crèche, la Croix, le Christ, Éditions Éoliennes, 2019, 374 p. (ISBN 978-2376720195).
- Œuvre poétique complète, Tomes 3-4 : Art poétique, Petite nébuleuse, L'arche d'enfance, Éditions Éoliennes, 2020, 550 p. (ISBN 978-2376720232).
- Je n'ai pas vu passer le temps, le bois d'Orion, L'Isle-sur-la-Sorgue, 2016.
- Méditation de Noël - In illo tempore, Le Centurion, Paris, 2014.
- Bruegel - De Babel à Bethléem, Le Centurion, Paris, 2014.
- Bruegel ou L’atelier des songes, Denoël, Paris, 1987. Zurfluh, 2010.
- Érasme et le grelot de la Folie, Les petits Platons, Paris, 2012.
- Visite d’un jeune libertin à Blaise Pascal, Les petits Platons, Paris, 2011.
- L’Arche d’enfance, Andas, Troyes, 2008.
- Hérode, Lethielleux, Paris, 2006.
- Polyptyque de Noël, Ad Solem, Paris, 2005.
- Saint François parle aux oiseaux, Éditions Franciscaines, Paris, 2005.
- Petite nébuleuse, Tarabuste, Saint-Benoît-du-Sault, 2004.
- Les Sept Dernières Paroles du Christ sur la croix, Arfuyen, Paris, 1996.
- Le Village transparent, Éolienne, Paris, 1994.
- L'Auberge des vagues, Granit, Paris, 1986.

### Théâtre
- Claude-Henri Rocquet et Jean-Luc Jeener (Préface), Théâtre complet : tome 3 : Théâtre du Souffle, 2021, 864 p. (ISBN 978-2376720263).
- Oreste de Vittorio Alfieri, traduit et adapté de l’italien, Granit, Paris, 1991. Nouvelle édition 2018, éditions éoliennes, Théâtre du Labyrinthe, tome 2 du Théâtre complet, 286 p.  (ISBN 978-2376720089).
- "La mort d'Antigone", Théâtre du Labyrinthe, tome 2 du Théâtre complet, éditions éoliennes, 2018.
- "Antigone" ou "La ville sous les armes", Théâtre du Labyrinthe, tome 2 du Théâtre complet, éditions éoliennes, 2018.
- "L'aveugle", Théâtre du Labyrinthe, tome 2 du Théâtre complet, éditions éoliennes.
- Don Juan et l’invité de pierre, de Tirso de Molina, traduit et adapté de l’espagnol, avec Maurice Clavel, Zurfluh, Bourg-la-Reine, 2009.
- Jonas, Troyes, Andas, 2005.
- Judith, François-Xavier de Guibert, Paris, 2005.
- Le Livre des sept jardins, Théâtre d'encre, tome 1 du Théâtre complet, éoliennes, 2017.
- Le troisième ange, Théâtre d'encre, tome 1 du Théâtre complet, éditions éoliennes, 2017.
- Jessica, Granit, Paris, 1994.
- Pénélope, Théâtre d'encre, tome 1 du Théâtre complet, éditions éoliennes, 2017.
- Rahab, Granit, Paris, 1991.
- Tintagel, Théâtre d'encre, tome 1 du Théâtre complet, éditions éoliennes, 2017.
- Médée, l'horreur absolue, Théâtre d'encre, tome 1 du Théâtre complet, éditions éoliennes, 2017.

### Essais
- Jeanne face aux bourreaux, Les cahiers bleus, 2014.
- Ruysbroeck l'admirable, éditions Salvator, Paris, 2014.
- Les racines de l'espérance, Éditions de L’Œuvre, Paris, 2013.
- Edward Hopper le dissident, édition Ecriture, Paris, 2012. Réédition en 2016, en "POD" et en numérique,  augmentée d'une postface "Revoir Hopper".
- Vie de saint François d’Assise selon Giotto, Éditions de L’Œuvre, Paris, 2011.
- Lanza del Vasto, serviteur de la paix, Éditions de L’Œuvre, Paris, 2011.
- O.V. de L. Milosz et L’Amoureuse Initiation, Journal d’une lecture, Zurfluh, Bourg-la-Reine, 2009 ; réédition en 2014 par Les Cahiers bleus.
- Goya, Buchet-Chastel, Paris, 2008.
- François et l’Itinéraire, Éditions Franciscaines, Paris, 2008.
- Chemin de parole, De Corlevour, Clichy, 2007.
- Martin de Tours et le combat spirituel, François-Xavier de Guibert, Paris, 2005.
- Lanza del Vasto, pèlerin, patriarche, poète, avec Anne Fougère, Desclée de Brouwer, Paris, 2003.
- Élie ou la conversion de Dieu, Lethielleux, Paris, 2003.
- Petite vie de Ruysbroeck, Desclée de Brouwer, Paris, 2003.
- Vincent van Gogh jusqu'au dernier soleil, Mame, Paris, 2000.
- Jérôme Bosch et l'étoile des mages, Mame, Paris, 1995.
- Bruegel, la ferveur des hivers, Mame, Paris, 1993.
- Rêver avec Serge Fiorio. Editions La Carde, 84750 Viens, 2011.

### Entretiens
- L’épreuve du labyrinthe. Entretiens avec Mircea Eliade, Éditions du Rocher, 2006, 254 p.  (ISBN 978-2268058061).
- Les Facettes du cristal. Entretiens avec Lanza del Vasto, Le Centurion, Paris, 1981. Nouvelle édition avec une postface de Claude-Henri Rocquet, le bois d'Orion, 2016.
- André Leroi-Gourhan, Les Racines du monde : Entretiens avec Claude-Henri Rocquet, Belfond, 1982, 79 p. (ISBN 978-2714414588).

### Articles encyclopédiques, audio-visuels
- La Visite, moyen métrage de 23' de Pierre Idiart, d'après Visite d'un jeune libertin à Blaise Pascal.
- Articles « Bosch », « Bruegel l'ancien » in Encyclopædia Universalis, Paris, 1965.

CD
- Lucis memoria de Thierry Machuel; sur des textes de Claude-Henri Rocquet (Bestiaire de Noël), textes de la tradition chrétienne, textes de Paul Eluard ; Chœur Mikrokosmos ; Quatuor vocal Meliades ; P et C Carmen-Forté & label inconnu 2011.
- L'enfance de Salomon, texte de Claude-Henri Rocquet, interprété par Jean David : récit, chant, musique, Studio SM, 1998.
- Les sept dernières paroles du Christ sur la croix, musique de Haydn, quatuor Ludwig, texte de Claude-Henri Rocquet dit par Alain Cuny, Champeaux, 1992.

Vidéo
- Triciclo d'Alain Bourbonnais, vers 1980, textes de Claude-Henri Rocquet dits par l'auteur.

DVD
- FR3 Bordeaux sur Louis Teyssandier, 1980.
- FR3 Bordeaux sur Raymond Guérin, 1979.

### Pièces jouées ou radiodiffusées et inédites
- Jeanne d’Arc, d'après Maurice Maeterlinck,Théâtre du Nord-Ouest, Paris, mise en scène, de Pierre Pirol, 2006[7].
- L’Aveugle, Conservatoire du XXe de Paris, mise en scène de Pascal Parsat, 2005.
- La Mort d’Antigone, Théâtre du Nord-Ouest, Paris, mise en scène de Jean-Luc Jeener, 2003, 2004. Diffusion sur Direct8 en 2005.
- Noé. Chronique du déluge (écrit en Algérie vers 1960), France Culture, réalisation Jean-Pierre Colas, 1989.
- Antigone ou La Ville sous les armes d'après les Tragiques, Théâtre Récamier, Paris, mise en scène Marie-Claire Valène, 1965.

## Les Compagnons d'Hermès
Cette association a pour objet de faire connaître l’œuvre de Claude-Henri Rocquet. Elle publie et envoie aux adhérents les Nouvelles des Compagnons d’Hermès (trimestriel) et Les Carnets d’Hermès qui comprennent des inédits de Claude-Henri Rocquet ou des études thématiques (annuel).